# Benjamin Peterson
Benjamin Peterson (Wisconsin, Estados Unidos, 27 de junio de 1950) es un deportista estadounidense retirado especialista en lucha libre olímpica donde llegó a ser campeón olímpico en Múnich 1972.

## Carrera deportiva
En los Juegos Olímpicos de 1972 celebrados en Múnich ganó la medalla de oro en lucha libre olímpica de pesos de hasta 90 kg, por delante del luchador soviético Gennadi Strakhov (plata) y del húngaro Károly Bajkó (bronce). Cuatro años después, en las Olimpiadas de Montreal 1976 ganó la medalla de plata en la misma modalidad.